# 試算表
試算表（しさんひょう、trial balance = T/B）とは、決算を確定する前に、仕訳帳から総勘定元帳の各勘定口座への転記が正確に行われているかどうかを検証するために、複式簿記の前提である貸借平均の原理を利用して作成する集計表である。
試算表には、合計試算表、残高試算表、合計残高試算表の3種類がある。

## 合計試算表
合計試算表は、総勘定元帳の各勘定について、借方合計と貸方合計を集計して作成される試算表である。
合計試算表では、正しく転記が行われていれば、仕訳帳の借方合計・貸方合計と合計試算表の借方合計・貸方合計は一致する。合計試算表の借方合計と貸方合計は貸借平均の原理により必ず一致する。
| 借方      | 勘定科目    | 貸方      |
| --------- | ----------- | --------- |
| 1,001,000 | 現 金       | 280,500   |
| 580,000   | 売 掛 金    | 220,000   |
| 3,670,000 | 商 品       | 80,000    |
| 150,000   | 買 掛 金    | 400,000   |
| 130,000   | 借 入 金    | 880,000   |
|           | 資 本 金    | 3,000,000 |
|           | 商品売買益  | 1,600,000 |
|           | 受 取 利 息 | 500       |
| 900,000   | 給 料       |           |
| 10,000    | 支 払 利 息 |           |
| 20,000    | 雑 費       |           |
| 6,461,000 |             | 6,461,000 |

## 残高試算表
残高試算表は、合計試算表と違って各勘定の借方と貸方の金額の差額のみを集計した試算表である。合計試算表のように仕訳帳の借方合計と貸方合計が試算表の借方合計と貸方合計と一致するわけではないが、残高試算表の長所は、貸借対照表と損益計算書と合わせたような表になっていることで、企業の決算日における財政状態と経営成績のあらましを概観できることであり、決算手続きの次のステップである精算表作成に役立つことである。残高試算表の借方合計と貸方合計も貸借平均の原理により必ず一致する。
| 借方      | 勘定科目    | 貸方      |
| --------- | ----------- | --------- |
| 720,500   | 現 金       |           |
| 360,000   | 売 掛 金    |           |
| 3,590,000 | 商 品       |           |
|           | 買 掛 金    | 250,000   |
|           | 借 入 金    | 750,000   |
|           | 資 本 金    | 3,000,000 |
|           | 商品売買益  | 1,600,000 |
|           | 受 取 利 息 | 500       |
| 900,000   | 給 料       |           |
| 10,000    | 支 払 利 息 |           |
| 20,000    | 雑 費       |           |
| 5,600,500 |             | 5,600,500 |

## 合計残高試算表
合計残高試算表はその名の示す通り、合計試算表と残高試算表とをひとまとめにし、お互いの短所を補って利便性を高めた試算表である。残高試算表を作成する元となるのは、仕訳された「総勘定元帳」である。日々の取引を仕訳し、総勘定元帳を作成することで、試算表が容易に作成できる。
| 借方残高  | 借方合計  | 勘定科目    | 貸方合計  | 貸方残高  |
| --------- | --------- | ----------- | --------- | --------- |
| 720,500   | 1,001,000 | 現 金       | 280,500   |           |
| 360,000   | 580,000   | 売 掛 金    | 220,000   |           |
| 3,590,000 | 3,670,000 | 商 品       | 80,000    |           |
|           | 150,000   | 買 掛 金    | 400,000   | 250,000   |
|           | 130,000   | 借 入 金    | 880,000   | 750,000   |
|           |           | 資 本 金    | 3,000,000 | 3,000,000 |
|           |           | 商品売買益  | 1,600,000 | 1,600,000 |
|           |           | 受 取 利 息 | 500       | 500       |
| 900,000   | 900,000   | 給 料       |           |           |
| 10,000    | 10,000    | 支 払 利 息 |           |           |
| 20,000    | 20,000    | 雑 費       |           |           |
| 5,600,500 | 6,461,000 |             | 6,461,000 | 5,600,500 |